# Helen Gourlay
Helen Gourlay Cawley (* 23. Dezember 1946 in Launceston, Tasmanien) ist eine ehemalige australische Tennisspielerin. 

## Erfolge und Karriere
Gourlay nahm in ihrer Karriere an zwei Grand-Slam-Endspielen im Tenniseinzel teil, in denen sie 1971 bei den French Open und 1977 bei den im Dezember ausgetragenen Australian Open jeweils gegen ihre Landsfrau und ehemalige Weltranglistenerste Evonne Cawley unterlegen war. Ihre größten Erfolge feierte sie im Damendoppel. Sie gewann im Doppel viermal die Australian Open (1972, 1976, Januar und Dezember 1977) und ein Mal die Wimbledon Championships (1977), wo sie 1974 das Finale erreichte. Neben dieser Finalteilnahme spielte sie noch 1971 und 1977 im Endspiel der Damendoppelkonkurrenz bei den French Open.
1973 und 1975 spielte sie für die australische Fed-Cup-Mannschaft. Von ihren elf Partien konnte sie sechs gewinnen.

## Grand-Slam-Siege

### Doppel
| Nr. | Datum         | Turnier         | Kategorie  | Belag | Partnerin        | Finalgegnerinnen                 | Ergebnis      |
| --- | ------------- | --------------- | ---------- | ----- | ---------------- | -------------------------------- | ------------- |
| 1.  | 1972          | Australian Open | Grand Slam | Rasen | Kerry Harris     | Patricia Coleman Karen Krantzcke | 6:0, 6:4      |
| 2.  | 1976          | Australian Open | Grand Slam | Rasen | Evonne Cawley    | Lesley Bowrey Renáta Tomanová    | 8:1           |
| 3.  | Januar 1977   | Australian Open | Grand Slam | Rasen | Dianne Fromholtz | Betsy Nagelsen Kerry Reid        | 5:7, 6:1, 7:5 |
| 4.  | 1977          | Wimbledon       | Grand Slam | Rasen | JoAnne Russell   | Martina Navratilova Betty Stöve  | 6:3, 6:3      |
| 5.  | Dezember 1977 | Australian Open | Grand Slam | Rasen | Evonne Cawley    | Mona Guerrant Kerry Reid         | ausgefallen   |